# Ellen Auerbach
Ellen (Rosenberg) Auerbach (Karlsruhe, Alemanya, 20 de maig de 1906 - Nova York, 30 de juliol de 2004) va ser una fotògrafa estatunidenca d'origen alemany que es recorda sobretot per les seves innovadores obres d'art per a Ringl+Pit, l'estudi que fundà a Berlín juntament amb l'artista Grete Stern, durant la República de Weimar. Però mentre va conèixer i seguir els corrents fotogràfics d'avantguarda, desenvolupava el seu propi estil distintiu.

## Primers anys
Auerbach (nascuda Ellen Rosenberg) va néixer en una família jueva liberal i era filla de Max Rosenberg i Melanie Gutmann. El seu pare era un home de negocis d'èxit mentre que la seva mare tenia cura de la família. Els seus pares li van posar el sobrenom de Pit.
Rosenberg no estava interessada en el negoci familiar, de manera que els seus pares li van permetre estudiar, però li van proporcionar poc suport econòmic o estímul. Entre 1924 i 1927, Auerbach va estudiar art a la Badische Landeskunstschule de Karlsruhe. Els seus professors van ser Paul Speck i Karl Hubbuch.
El 1928 es va traslladar a l'Acadèmia de Belles Arts de Stuttgart per estudiar escultura. Allà va fer experiments amb una càmera de placa de 9x12 que li havia regalat el seu oncle. Des de llavors es va dedicar a la fotografia i aquesta va ser la seva forma de guanyar-se la vida.

### Estudiant fotografia
El 1929 Rosenberg es va traslladar a Berlín per estudiar fotografia amb Walter Peterhans, que era membre del moviment de disseny de la Bauhaus. En aquell temps, Rosenberg va conèixer Grete Stern, l'única altra estudiant privada de Peterhans. L'entorn liberal de Berlín permetia a les dones viure vides creatives, socials i sexuals lliures, i Rosenberg va poder trencar amb les expectatives tradicionals de la seva família.
Els estudis de Rosenberg amb Peterhans es van interrompre molt aviat perquè al 1930 el professor es va traslladar a Dessau per convertir-se en el mestre de fotografia a l'escola d'art i disseny de la Bauhaus, però elles ja havien comprès que la fotografia no servia només per il·lustrar i podia ser una forma d'art, una idea que era nova en aquell moment. Aquesta constatació també la va animar a dedicar-s'hi.

## Carrera
El 1930, aprofitant una herència, Grette Stern va comprar l'estudi i l'equip que deixava Peterhans, i es va associar amb Ellen Rosenberg. Van fundar el seu propi estudi de fotografia i disseny especialitzat en publicitat, moda i fotografia de retrat. Aquesta va ser una de les primeres empreses fotogràfiques del món dirigides per dones. Van posar per nom a l'estudi els seus noms d'infantesa, ringl+pit, un nom que també disfressava els seus gèneres. Inusualment, van signar juntes tots els seus treballs.
La parella es va veure influenciada per l'entorn creatiu de Berlín en aquell moment. Retrataven les dones de maneres no convencionals, impactant en la imatge emergent de la «Dona Nova». Mentre que l'especialitat de Stern era el disseny gràfic i els aspectes formals de la fotografia, Rosenberg hi donava els tocs humorístics i irònics caracterísstics a les seves representacions de dones per a la publicitat i el cinema.
Tot i que al principi van rebre pocs encàrrecs, van fotografiar amics i amants que havien conegut a través dels cercles bohemis, com ara la ballarina Claire Eckstein i la poeta Marieluise Fleisser i es van dedicar al treball publicitari, combinant objectes, maniquins i figures retallades. El 1931 el treball de ringl+pit va rebre crítiques positives a la revista Gebrauchsgraphik i el 1933 van guanyar el primer premi per un dels seus cartells per a l'anunci de la loció capil·lar Komol a la Deuxième Exposition Internationale de la Photographie et du Cinéma de Brussel·les. L'escenògraf Walter Auerbach va començar a visitar l'estudi amb regularitat i de tant en tant es quedava amb les dues dones. L'any 1932 Rosenberg va anar a viure al petit àtic de Walter.
Rosenberg també va experimentar amb el cinema. Va fer dos curtmetratges en blanc i negre. A Heiterer Tag auf Rügen barrejava elements de la natura amb imatges d'amics d'una visita a l'illa de Rügen. Gretchen hat Ausgang va ser un breu drama silenciós, que presentava Stern com una minyona maldestra i el seu futur marit, Horacio Coppola, com un home guapo que intenta seduir-la a la gelateria local.

### Palestina
Quan Hitler va assolir el poder el 1933, Walter Auerbach, un activista dels cercles polítics d'esquerres, els va advertir dels perills que els sobrevenien. A finals de 1933 Rosenberg va abandonar Alemanya cap a Palestina, que era l'únic lloc on podia anar, amb un préstec de Stern que li va permetre entrar com a «capitalista». Poc després de la seva arribada, Rosenberg es va convertir en la fotògrafa oficial de l'Organització Sionista Internacional de Dones (WIZO) i va fer Tel Aviv, una pel·lícula de 16 mm en blanc i negre sobre la ciutat en creixement. Però aquests encàrrecs per promoure una Palestina jueva estaven lluny dels seus interessos i quan Walter es va unir a ella a Palestina, van obrir un estudi de fotografia per a nens anomenat Ishon (Nina dels ulls).
El 1936 va esclatar la guerra d'Absínia i va començar la revolta àrab, Ellen Rosenberg i Walter Auerbach van marxar a Londres per visitar Stern. Stern i Rosenberg van col·laborar una vegada més en uns quants encàrrecs, entre els quals un per a una maternitat, el seu últim treball juntes. Durant la seva estada a Londres van conèixer Bertolt Brecht, a qui van fotografiar i Rosenberg en va fer un curtmetratge.

### Estats Units
Després que Stern emigrés a l'Argentina el 1936, Rosenberg va intentar obtenir, sense aconseguir-lo, un permís de treball i residència per dirigir l'estudi de Londres. El 1937 es va casar amb Walter Auerbach i la parella va emigrar als Estats Units. Vivien a Filadèlfia, on ella tenia uns familiars, i va continuar treballant com a fotògrafa infantil. El 1938 una de les seves fotografies infantils va ser seleccionada per a la portada del número del segon aniversari de la revista Life. Aleshores també va experimentar amb la fotografia ultraviolada i infraroja.
El 1940 Ellen i Walter Auerbach es van traslladar a Nova York, on va treballar independentment per a revistes com Time, Life i Photo Technique. També va fer portades de discos per a Columbia Masterworks. Ellen Auerbach va acabar el seu matrimoni l'any 1945.
Entre 1946 i 1949 va treballar amb la doctora Sybil Escalona, psicòloga infantil, a l'institut psiquiàtric Menninger de Kansas. Allà va fotografiar el comportament dels nens petits i en va fer dues pel·lícules. A principis de la dècada de 1950, Auerbach va ensenyar fotografia al Junior College for Arts and Crafts de Trenton, Nova Jersey.
El 1955 Auerbach es va unir al fotògraf de natura Eliot Porter, en un viatge a Mèxic per fotografiar esglésies. Les fotografies es van fer amb llum natural, cosa inusual en aquesta època. Aquesta obra no va rebre reconeixement aleshores, però es va publicar en dos llibres molts anys més tard. Aquest viatge va ser el seu darrer projecte de fotografia professional.
A l'edat de seixanta anys, Auerbach es va embarcar en una nova carrera, proporcionant teràpia educativa per a nens amb dificultats d'aprenentatge a l'Institut Educatiu per a l'Aprenentatge i la Recerca de Nova York.

## Vida posterior
Auerbach va continuar creant fotografies de manera no comercial al llarg de la seva vida, però ja com a activitat creativa personal. Va viatjar molt entre les dècades de 1940 i 1960, fotografiant paisatges i natura, així com interiors, arquitectura, escenes de carrer i retrats.
El 1990, als 84 anys, va dictar conferències a l'Art Institute i al Goethe Institute de Chicago sobre la tècnica fotogràfica i la seva vida com a fotògrafa. Va morir el 30 de juliol de 2004 a la ciutat de Nova York.

## Redescobriment
A la dècada de 1980 l'obra de ringl+pit i Auerbach va començar a ser exposada als museus alemanys. El redescobriment de la seva obra es va desencadenar en part per la publicació de dos llibres de fotografia: Esglésies mexicanes (1987) i Celebracions mexicanes (1990), que havia fet originalment el 1955 amb el fotògraf Eliot Porter. La ciutat natal d'Auerbach va organitzar llavors una exposició anomenada Emigriert (1988, Karlsruhe), i el Museu Folkwang d'Essen va muntar una exposició completa de ringl+pit el 1993. Una retrospectiva del seu treball es va presentar a l'Acadèmia de les Arts de Berlín el 1998.
El 1996, un documental sobre la seva associació amb Grete Stern, ringl+pit, va guanyar diversos premis. Molt poques de les fotografies de ringl+pit sobreviuen avui dia; la majoria de les que encara existeixen es troben en museus i col·leccions privades.

## Família
Auerbach tenia un germà gran que va morir quan era un nen i un altre germà, Walter, que era 12 anys menor. El 1936 Walter Rosenberg va obtenir un visat per a l'Argentina i va navegar allà per viure amb Stern, que aleshores estava casada amb Horacio Coppola.
Durant la guerra els pares dels Rosenberg es van quedar a Karlsruhe. L'any 1941 van ser enviats pels alemanys al camp de concentració de Gurs, a França. El camp va ser alliberat el 1944 per les tropes nord-americanes i van tornar a Karlsruhe després de la guerra.

## Llegat
La beca Ellen Auerbach, dotada per ella mateixa, és un premi d'art per a joves fotògrafs internacionals que atorga cada dos anys des de 2006 l'Acadèmia de les Arts de Berlín, amb una dotació de 20.000 euros.